# Gewehr 98
Gewehr 98 (còn được viết tắt là G98, Gew 98, or M98) là loại súng trường lên đạn từng phát danh tiếng do hãng Mauser sản xuất. Nó được sử dụng như vũ khí tiêu chuẩn của quân đội Đế quốc Đức trong suốt Thế chiến thứ nhất cùng nhiều nước khác trên thế giới. Phiên bản tiêu chuẩn của Lục quân Đế quốc Đức sử dụng tay kéo khóa nòng thẳng. Hải quân cũng có một biến thể tương tự nhưng nòng ngắn hơn một chút và lính bắn tỉa Đức được trang bị biến thể Gewehr 98 sử dụng tay kéo khóa nòng gập để thuận tiện cho việc kết hợp kèm ống ngắm.

## Lịch sử
Súng trường Gewehr 98 được đưa vào sử dụng trong Quân đội Đế quốc Đức vào năm 1898, thay thế cho khẩu Gewehr 1888 và Gewehr 1871 cũ hơn. Thiết kế khóa nòng của khẩu Gewehr 98 thuộc loại tiên tiến nhất thế giới vào thời điểm đó. Nó được thiết kế độc quyền bởi Paul Mauser, nhà sáng lập và kỹ sư trưởng của tập đoàn vũ khí Mauser. Trước khi thiết kế thành công Gewehr 98 thì tên tuổi của tập đoàn Mauser lại nổi tiếng ở nước ngoài. Mauser đã thiết kế và chuyển giao công nghệ sản xuất các mẫu súng trường của họ cho Ottoman, Thụy Điển, Bỉ, nhà Mãn Thanh (Trung Quốc), Bolivia, Chile,... súng của Mauser được đánh giá rất cao bởi cấu tạo đơn giản mà chắc chắn, dễ tháo lắp để bảo dưỡng, độ chính xác cao, uy lực mạnh,... Thiết kế khóa nòng của Mauser được cấp bằng sáng chế độc quyền ở Đức vào ngày 9 tháng 9 năm 1895. Thiết kế khóa nòng của Gewehr 98 cũng được Hoa Kỳ, Anh và Nhật Bản sao chép lên các thiết kế súng trường bộ binh của họ. Khẩu M1903 Springfield của Hoa Kỳ có thiết kế giống với thiết kế của Mauser đến nỗi nó khiến Springfield Armory bị Mauser kiện tới 4 lần vì hành vi sao chép thiết kế của hãng. Và cả 4 lần Mauser đều là bên thắng kiện và họ thu về rất nhiều tiền bản quyền. Không chỉ bị kiện vì hành vi sao chép thiết kế súng mà thiết kế đạn .30-06 Springfield của khẩu M1903 Springfield (được thiết kế vào năm 1906 cũng bởi tập đoàn Springfield) cũng bị Mauser kiện 2 lần (lần 2 bị hủy bỏ do Hoa Kỳ và Đức đối đầu nhau vào cuối Thế chiến 1). Cũng như trước, Sprigfield lại là bên thua kiện và họ lại phải bồi thường tiền bản quyền cho Mauser. Vương quốc Anh cũng sao chép lên tới 80% thiết kế của Gewehr 98 lên mẫu súng trường Pattern 1914 Enfield (hay P14) để làm súng trường tiêu chuẩn song hành với khẩu Lee-Enfield vì thời gian và chi phí sản xuất của súng Lee-Enfield quá lớn. Hoa Kỳ cũng mua thiết kế súng P14 của Anh về sản xuất nội địa ở Remington và Eddystone với tên gọi là M1917 Enfield vì số lượng súng M1903 Springfield không đủ để trang bị cho toàn bộ Quân đội Hoa Kỳ tham chiến ở Pháp. Thiếu tá Kijiro Nambu, nhà thiết kế vũ khí nổi tiếng của Đế quốc Nhật Bản đã sao chép thiết kế khóa nòng và cơ cấu hất vỏ đạn lên mẫu súng trường Shiki 38/Arisaka Type 38 của quân đội Nhật. Shiki 38 là phiên bản "hiện đại hóa" của Shiki 30/Arisaka Type 30 trước đó. Gọi là hiện đại hóa nhưng thực chất, thiếu tá Nambu đã thiết kế lại toàn bộ kết cấu mà không làm thay đổi dáng súng so với mẫu ban đầu. Type 38 sử dụng hộp khóa nòng (receiver), khóa nòng, kim hỏa, cơ cấu điểm hỏa, hất vỏ đạn và khóa an toàn khác hoàn toàn so với tiền nhiệm Type 30. Chúng đều được ông Nambu học hỏi và sao chép từ lô 1000 khẩu Gewehr 98 mà Nhật mua từ Đức vào năm 1903.

Ủy ban thử nghiệm súng trường (Gewehr-Prüfungskommission-G.P.K.) chính thức chấp nhận thiết kế của khẩu Gewehr 98 vào ngày 5 tháng 4 năm 1898. Vào năm 1901, những đơn vị đầu tiên sử dụng súng trường Gewehr 98 là lực lượng Viễn chinh Viễn Đông của Đức và Hải quân Đế Quốc Đức. Trận chiến đầu tiên có sự xuất hiện của Gewehr 98 là cuộc đàn áp khởi nghĩa Nghĩa Hòa Đoàn (1898 – 1901) của Đức ở Sơn Đông và Bắc Kinh. Năm 1904, 1 bản hợp đồng sản xuất 290.000 khẩu súng được ký giữa phía quân đội với phía Mauser, cùng với 1 bản khác, 210.000 khẩu, được ký với Deutsche Waffen und Munitionsfabriken (DWM)-nhà sản xuất được Mauser ủy nhiệm. Cho đến khi Chiến tranh Thế giới Thứ nhất bùng nổ năm 1914, Quân đội Đế quốc Đức đã được trang bị 2,273,080 khẩu Gewehr 98 các loại; cùng với hơn 7,000,000 khẩu đã được sản xuất trong suốt cuộc chiến. Việc sản xuất chỉ dừng lại vào tháng 12 năm 1918, khi mà cuộc chiến đã kết thúc được một tháng.
Súng sử dụng loại đạn 8 mm M/88 thiết kế năm 1888 với đầu đạn tròn 8.08 mm (.318 in) nặng 14.6 g (226 gr), sau được thay thế bằng loại 7.92x57mm S Patrone vào ngày 3 tháng 4 năm 1903, với đàu đạn Spitzer đường kính 8.20 mm (.323 in), nặng 9.9 g (154 gr).

## Các quốc gia sử dụng
- Đế quốc Áo-Hung: Sử dụng Repetiergewehr M.14 trong Thế chiến I.
- Argentina: 200.000 chiếc được mua ở dạng biến thể Mauser 1909.
- Bỉ: Hậu Thế chiến I
- Trung Hoa Dân Quốc (1912–1949): nhập khẩu nhiều nhất sau Thế chiến I
- Tiệp Khắc
- Chile: Súng trường ngắn 300 DWM Mauser Model 1907 và Model 1912 do Steyr sản xuất.
- Đan Mạch: một số được chuyển đổi thành súng trường huấn luyện sau Thế chiến II.
- Đế quốc Ethiopia: thu được trong thời kỳ giữa chiến tranh.
- Pháp: một số Karabiner 98A sau Thế chiến I, Karabiner 98B sau Thế chiến II.
- Đế quốc Đức: Súng trường tiêu chuẩn.
- Cộng hòa Weimar: Phiên bản Karabiner 98A và Karabiner 98B, tuân thủ các hạn chế do Hiệp ước Versailles đặt ra.
- Đức Quốc xã: Ban đầu được sử dụng bởi lính bắn tỉa, sau đó được sử dụng bởi các đơn vị Volkssturm.
- Cộng hòa Ireland: Quân đội Cộng hòa Ireland vào tháng 7 năm 1921, một lô hàng súng ngắn Gewehr 98 và Mauser C96 đã được Charles McGuinness buôn lậu vào Waterford.
- Mexico: Mua Model 1907 do Steyr sản xuất từ năm 1907 đến năm 1910 và Model 1912 do Steyr sản xuất cho đến năm 1914.
- Đế quốc Ottoman: Đã sử dụng một phiên bản sửa đổi Gewehr 98 được gọi là Mauser Model 1903 (còn được gọi là Ottoman Mauser), sau Chiến tranh giành độc lập Thổ Nhĩ Kỳ hầu hết đã được Cộng hòa Thổ Nhĩ Kỳ chuyển đổi sang tiêu chuẩn 'M38.
- Peru: Đã mua khoảng 50.000 khẩu súng trường Model 1909 (phiên bản xuất khẩu của Gew. 98) từ năm 1910 đến năm 1914.
- Ba Lan: Súng trường cũ của Đức sau Thế chiến I. Các bản sao của Karabiner98A và G98 được sản xuất dưới tên Karabin wz. 98 / W98 (Súng trường 98) và Karabinek wz. 98 / K98 (carbine 98) [56] ở Państwowa Fabryka Karabinów ở Warsaw và Fabryka Broni ở Radom
- România: Một số súng trường Infanteriegewehr 98 và Karabiner 98AZ được Đức lấy lại để bồi thường sau Thế chiến I.
- Tây Ban Nha
- Cộng hòa Xã hội chủ nghĩa Xô viết Liên bang Nga: Được Hồng quân sử dụng trong Nội chiến Nga.
- Nam Tư: Sau Thế chiến I, hầu hết được chuyển đổi sang cấu hình M24B . Những chiếc được tiếp tục sử dụng được đặt tên là Puška 7,9 mm M 98 (Gew 98) và Karabini 7,9 mm M98 (Karabiner 98AZ).
- Việt Nam